# 史上最強打線
史上最強打線（しじょうさいきょうだせん）とは、2004年の読売ジャイアンツの打線の愛称である。命名者は巨人軍終身名誉監督の長嶋茂雄である。

## 概要
2003年の巨人はペナントレースで3位に終わり、監督の原辰徳が任期を1年残して辞任、堀内恒夫が後任の監督に就任する事態に至った
。
オフに補強として大阪近鉄バファローズを自由契約になっていたタフィ・ローズを獲得。また福岡ダイエーホークスからその年のオープン戦で膝に重度の故障を負った小久保裕紀が無償トレード扱いで移籍。この結果、2003年までに巨人に移籍していた清原和博、江藤智、ロベルト・ペタジーニと合わせて、かつて他球団で4番を打った打者5人が巨人に集まることになった。
清原以外の4人は本塁打王のタイトル獲得経験者である。
一方で生え抜きの選手にも高橋由伸、阿部慎之助、仁志敏久、斉藤宜之、清水隆行、二岡智宏、鈴木尚広といった選手が存在し、また本拠地の東京ドームは本塁打が出やすい構造もあって、1980年にチャーリー・マニエル、栗橋茂、羽田耕一らを擁しいてまえ打線と呼ばれた近鉄バファローズ打線が打ち立てたシーズンチーム本塁打記録（239本）のプロ野球記録を更新。最終的には259本まで伸びた。
盗塁数はプロ野球史上最少となる25個であったが、得点（738）、長打率（.483）、出塁率（.339）もセ・リーグ1位を記録した。
しかし、投手陣がチーム防御率4.50と投壊した巨人は優勝を逃し、首位中日と8ゲーム差をつけられた3位でシーズンを終えた。

## 布陣
※太字はリーグトップ
| 打順 | 守備 | 選手                 | 打席 | 打率 | 本塁打 | 打点 | 盗塁 | 出塁率 | 長打率 | OPS   | 備考                         |
| ---- | ---- | -------------------- | ---- | ---- | ------ | ---- | ---- | ------ | ------ | ----- | ---------------------------- |
| 1    | 二   | 仁志敏久             | 右   | .289 | 28     | 60   | 3    | .329   | .475   | .804  |                              |
| 2    | 左   | 清水隆行             | 左   | .308 | 16     | 60   | 4    | .338   | .458   | .797  |                              |
| 3    | 中   | タフィ・ローズ       | 左   | .287 | 45     | 99   | 3    | .378   | .577   | .955  | 本塁打王、ベストナイン（外） |
| 4    | 右   | 高橋由伸             | 左   | .317 | 30     | 79   | 1    | .387   | .560   | .966  |                              |
| 5    | 三   | 小久保裕紀           | 右   | .314 | 41     | 96   | 0    | .372   | .641   | 1.013 |                              |
| 6    | 一   | ロベルト・ペタジーニ | 左   | .290 | 29     | 84   | 2    | .409   | .561   | .970  |                              |
| 7    | 捕   | 阿部慎之助           | 左   | .301 | 33     | 78   | 0    | .391   | .625   | 1.016 |                              |
| 8    | 遊   | 二岡智宏             | 右   | .269 | 9      | 49   | 0    | .331   | .382   | .714  |                              |

| 守備  | 選手     | 打席 | 打率 | 本塁打 | 打点 | 盗塁 | 出塁率 | 長打率 | OPS  | 備考 |
| ----- | -------- | ---- | ---- | ------ | ---- | ---- | ------ | ------ | ---- | ---- |
| 一    | 清原和博 | 右   | .228 | 12     | 27   | 0    | .350   | .604   | .954 |      |
| 一/三 | 江藤智   | 右   | .227 | 4      | 15   | 1    | .324   | .392   | .716 |      |
| 遊    | 元木大介 | 右   | .240 | 2      | 13   | 0    | .273   | .331   | .604 |      |

- 小久保はこの年右打者で41本塁打を放ち、球団初となる｢右打者での40本塁打｣を達成した（当時の12球団中12番目と､最も遅い達成）。それまでの最高は1968年の長嶋茂雄の39本塁打だった。なお、「生え抜きの」右打者に限定すると、達成は2019年の坂本勇人(40本)まで待つこととなった。
- チーム本塁打数記録更新となる240本目を放ったのは、黒田哲史である。
- 5番打者はペタジーニと清原の併用だった（ペタジーニの故障により開幕スタメンは清原）。後半戦は小久保が4番に座ったため高橋由が5番を打った。清原は40試合の出場にとどまったものの12本の本塁打を放っている。
- 「チーム連続試合本塁打」の記録で33試合連続（つまり、33試合連続で巨人の打者の誰かが本塁打を放った）というセ・リーグ記録を達成し、日本記録の35試合連続（西武が1986年に記録）に迫った。また、「開幕からのチーム連続試合本塁打」については、開幕から33試合連続の日本記録を達成した。
- 結果的に259本塁打の新記録を達成したが、一方で100打点を記録した打者が1人もいなかった。チーム内最多打点はタフィ・ローズの99。